# Jukdo (đảo)

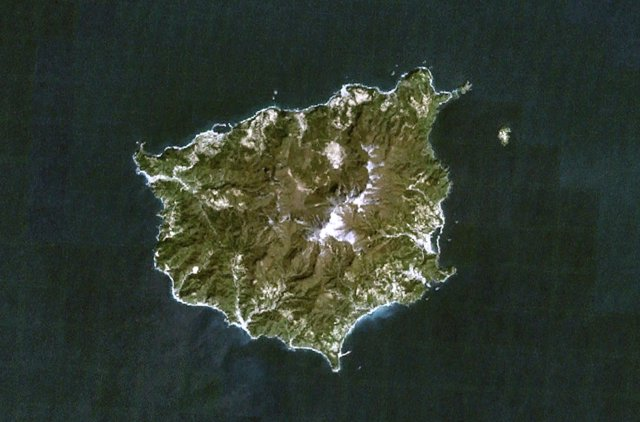
Ảnh vệ tinh (trên, bắc) của Ulleungdo. Hòn đảo nhỏ ở phía dông bắc Ulleungdo là Jukdo.

Jukdo là một hòn đảo nhỏ nằm cạnh đảo Ulleungdo tại Hàn Quốc. Hòn đảo trước đây còn được biết đến với tên gọi Jukseodo (죽서도, 竹嶼島, Trúc Tự đảo). Đảo nằm cách 2 km về phía đông của Ulleungdo, và là đảo lớn thứ hai trong nhóm sau Ulleungdo. Năm 2004, một gia đình gồm 3 thành viên đã sinh sống trên đảo. Về mặt hành chính, Jukdo thuộc Jeodong-ri, thị trấn Ulleung, huyện Ulleung, Gyeongsang Nam.
Jukdo có chiều dài 734 mét (0,456 mi) và chiều rộng 482 mét (0,300 mi). Đúng như tên gọi trong chữ Hán, có nhiều trúc được trồng trên đảo. Ngoài ra, đây cũng là tên bằng Hán tự của Nhật Bản đối với đảo Liancourt đang tranh chấp Takeshima (竹島).

## Bản đồ cũ Hàn Quốc

Jukdo
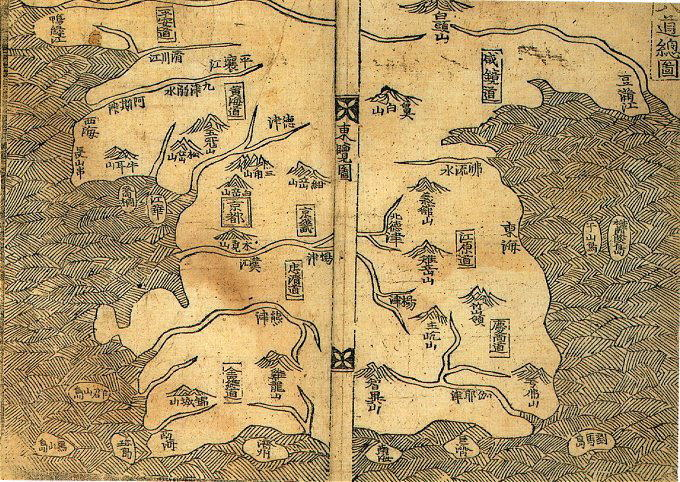
Bản đồ của Nhà Triều Tiên(1530)
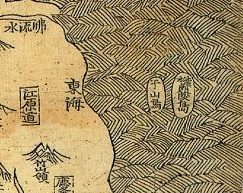
Bản đồ của Nhà Triều Tiên(1530):Ulleungdo(鬱陵島) và Vu San(于山島)
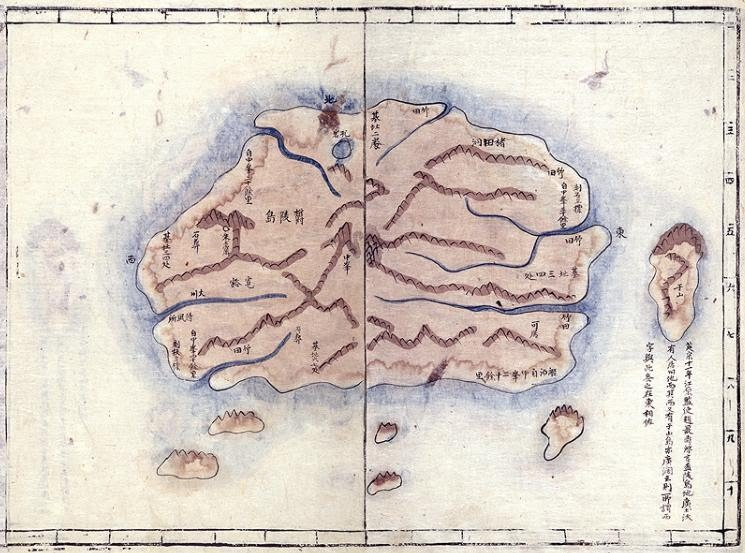
Bản đồ của Nhà Triều Tiên(1861):Ulleungdo và Jukdo
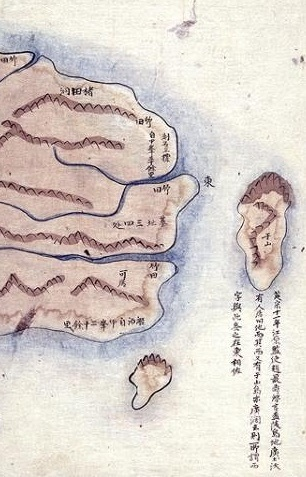
Bản đồ của Nhà Triều Tiên(1861):Ulleungdo và Jukdo
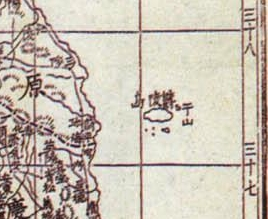
Bản đồ của Đế quốc Đại Hàn(1899):Ulleungdo và Jukdo